# David (film, 1979)
Pour les articles homonymes, voir David.
Pour plus de détails, voir Fiche technique et Distribution.
David est un film allemand réalisé par Peter Lilienthal, sorti en 1979.

## Fiche technique
- Titre : David
- Réalisation : Peter Lilienthal
- Scénario : Peter Lilienthal, Jurek Becker et Ulla Ziemann d'après le roman de Joel König
- Production : Renée Gundelach, Christoph Holch et Joachim von Vietinghoff
- Musique : Wojciech Kilar
- Photographie : Al Ruban
- Montage : Siegrun Jäger
- Pays d'origine : Allemagne
- Format : Couleurs - Mono
- Genre : Drame, guerre
- Date de sortie : 1979

## Distribution
- Mario Fischel : David Singer
- Walter Taub : Rabbi Singer
- Irena Vrkljan : Frau Singer - la mère de David
- Eva Mattes : Toni
- Dominique Horwitz : Leo Singer
- Torsten Henties : David enfant
- Gustav Rudolf Sellner : Dr. Grell
- Gołda Tencer

## Récompenses et distinctions
- Ours d'or au festival de Berlin.